# Ducto coletor
Em anatomia, o ducto coletor é o seguimento do túbulo renal subsequente ao túbulo de conexão. É uma estrutura tubular microscópica que faz parte do sistema de ductos coletores dos túbulos renais. Os ductos coletores medulares se unem formando tubos cada vez mais calibrosos, seguindo uma trajetória retilínea até desembocarem na papila renal.

## Subdivisões
De acordo com a International Union of Physiological Sciences, o ducto coletor se divide em ducto coletor cortical, ducto coletor medular externo e ducto coletor medular interno.
| Seguimento    | Divisão                       |
| ------------- | ----------------------------- |
| Ducto coletor | Ducto coletor cortical        |
| Ducto coletor | Ducto coletor medular externo |
| Ducto coletor | Ducto coletor medular interno |

## Histologia
Os ductos coletores de menor diâmetro são constituídos por epitélio cúbico e a medida que se fundem e caminham para a papila, seu epitélio transforma-se em cilíndrico.

## Funções
As principais funções dos ductos coletores são:
- Reabsorção de sódio e água;
- Responsável pela concentração urinária através da ação do hormônio antidiurético;
- Secreção de potássio;
- Secreção de hidrogênio, contribuindo para a acidificação urinária e manutenção do equilíbrio ácido-básico.

## Fisiologia do ducto coletor
A excreção de água deve ser muito bem regulada para que os níveis dos fluidos extracelular e intracelular permaneçam adequados. Se ingerimos muita água, os rins produzirão uma urina hipo-osmótica; se ingerirmos pouca água, a urina será hiper-osmótica. A reabsorção de água é realizada no ducto coletor, sob influência do hormônio anti-diurético (ADH) - também chamado de vasopressina.
Ele é composto por células principais (70%) e células intercalares alfa e beta (30%). Enquanto as primeiras reabsorvem íon sódio e secretam íon potássio, as intercalares do tipo alfa secretam prótons e reabsorvem íons potássio e as do tipo beta secretam bicarbonato.
A reabsorção de água ocorre pelas células principais e é dependente do ADH. Este hormônio é secretado pela neuro-hipófise sob determinados estímulos relacionados a osmolalidade dos fluidos corporais, volume e pressão do sistema vascular.
O ADH regula a permeabilidade à àgua nesse segmento por meio do seguinte mecanismo de ação: o hormônio, proveniente da circulação capilar peritubular, liga-se a seu receptor específico (V2) presentes na membrana basolateral das células, ativando uma proteína Gs que estimulará a adenililciclase a formar AMPc a partir de ATP. Esse aumento da concentração de AMPc ativará a proteinoquinase A (PKA), que irá fosforilar diversas proteínas que desencadeiam a exocitose de vesículas intracelulares (que contém aquaporinas do tipo 2) na membrana luminal, o que permite a reabsorção de água por difusão facilitada. Desta forma, o ADH não eleva a condutância dos canais de água, mas sim o número total de canais AQP2 voltados para o lúmen.  
O processo de translocação das vesículas contendo AQP2 no citoplasma é complexo, feito por proteínas motoras em microtúbulos e microfilamentos da célula, envolvendo receptores presentes na própria vesícula e também na membrana celular.
A endocitose das aquaporinas 2 pode ocorrer tanto pela redução da concentração plasmática de ADH, quanto pelo aumento das concentrações citoplasmáticas de Ca2+ e Lítio. Esses fatores irão promover a inibição da adenilil ciclase, que leva a diminuição do AMPc intracelular, resultando na endocitose das AQP2 e reduzindo a permeabilidade a água na membrana luminal dos células principais no ducto coletor, o que resulta no aumento da diurese.

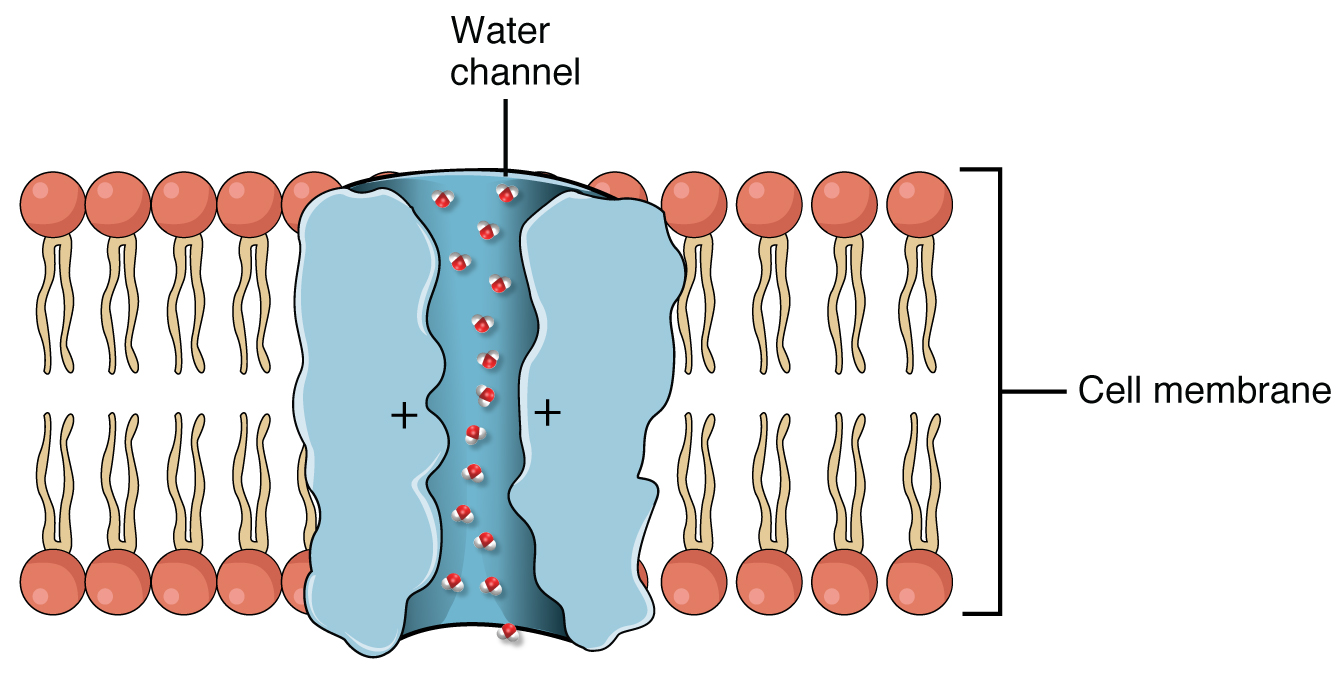
Figura esquemática de um canal de água/Aquaporina presente na membrana celular

Faz-se importante lembrar que a única proteína aquaporina que sofre modulação pelo hormônio ADH é a AQP2, pois, a membrana basolateral possui as proteínas AQP3 e AQP4 que não são sensíveis ao ADH, o que torna essa região da célula constantemente permeável a água. Estes outros dois tipos de Aquaporinas também participam do transporte de água, contudo em outro sentido: da célula para o interstício. Apesar da AQP3 não ser modulada pelo ADH, esta proteína pode ter sua expressão aumentada na membrana basolateral por ação da vasopressina.
A efetiva reabsorção de água não depende somente da permeabilidade das células principais do ducto coletor. Existem outros fatores importantes como: gradiente e equilíbrio do fluido do ducto coletor com o interstício medular hipertônico, cuja formação e manutenção também tem participação do ADH que promove o acúmulo de uréia e NaCl no interstício medular.
O transporte renal de água pelo ducto coletor pode ser diminuído pela deficiência na liberação do ADH, por diminuição da resposta do epitélio do ducto coletor ao hormônio, ou por alguma ineficiência no mecanismo de contracorrente, capaz de impedir a manutenção da hipertonicidade da medula. Quando uma dessas condições se estabelece o indivíduo passa a apresentar poliúria.

### Medida do Transporte de Água pelo Ducto Coletor
Se a urina for muito concentrada, vamos ter o volume urinário composto por 2 partes: um contendo os solutos urinários (Cosm) e a outra parte corresponde a água livre de soluto que foi removida para que a urina pudesse ficar hiperosmótica. Essa água removida corresponde ao transporte de água pelo ducto coletor (Tc de água) :
V= Cosm – TC água
Tc água= Cosm – V
O Tc de água corresponde ao volume de água livre de soluto que é reabsorvido no ducto coletor por uma unidade de tempo. O Cágua é o volume de água livre de soluto excretado pela mesma unidade de tempo. Então:
C água= Tc água
A reabsorção de água tende a aumentar a osmolalidade da urina e diminuir a osmolalidade plasmática, fazendo com que retorne ao seu valor normal. 